# Strophanthus kombe
Espèce

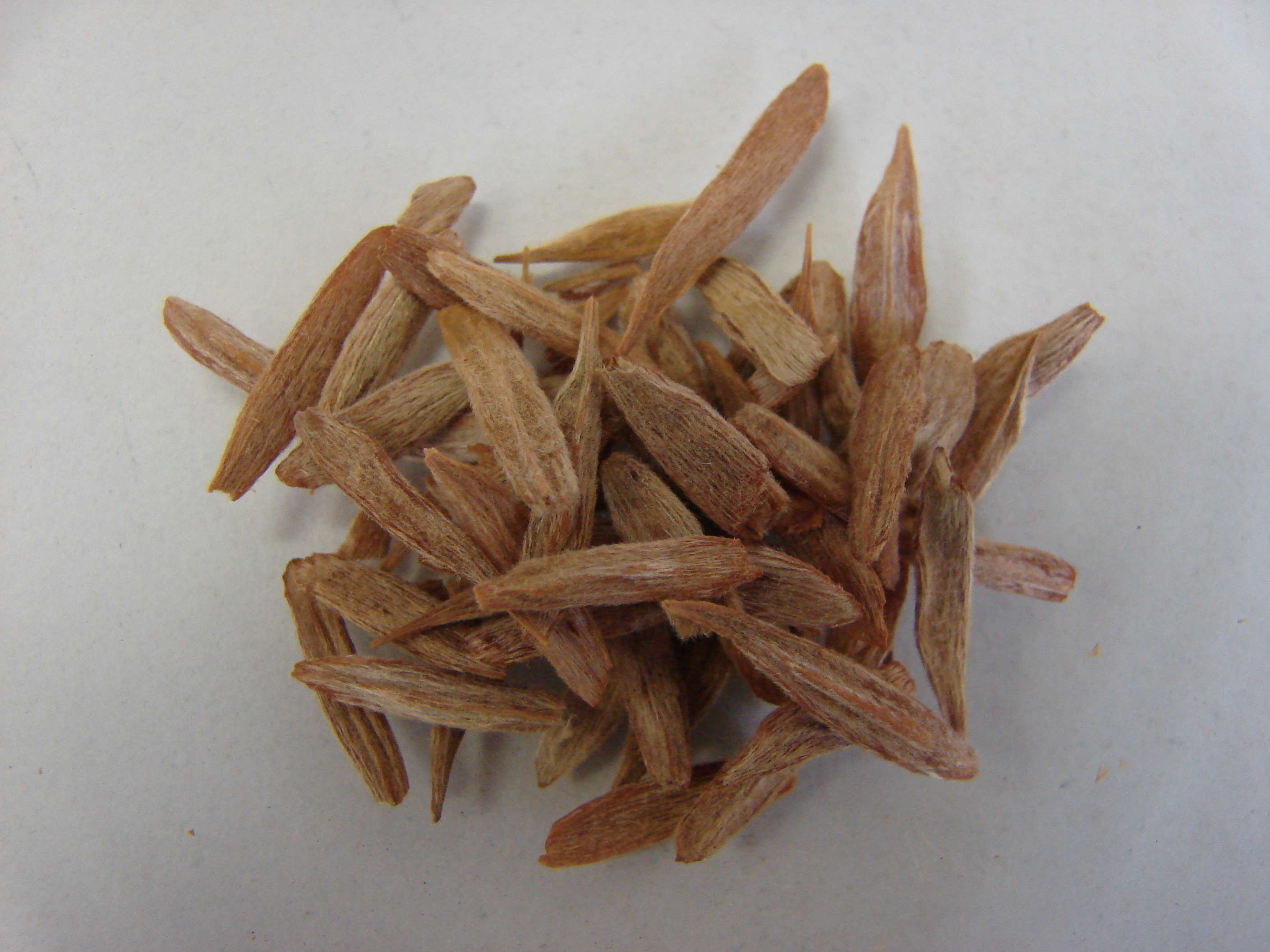
Graines.

Strophanthus kombe est une espèce de plantes dicotylédones de la famille des Apocynaceae, originaire d'Afrique. C'est un arbuste ou une liane pouvant atteindre 20 mètres de long, à feuilles caduques, à fleurs bisexuées à symétrie pentamère, dont la corolle, blanc jaunâtre tachetée de rose à l'intérieur, est soudée en forme de tube s'évasant en cinq lobes très allongés. Les fruits sont des follicules contenant de nombreuses graines.
Cette plante contient, surtout dans les graines, des cardénolides (hétérosides cardiotoniques), tels que la ouabaïne ou la g-strophanthine, et a été longtemps utilisée pour préparer des poisons de flèches. Elle a par ailleurs des applications médicinales, on l'utilise notamment pour améliorer la circulation sanguine.